# Coenonympha saleviana
Coenonympha saleviana är en fjärilsart som beskrevs av Hans Fruhstorfer 1910. Coenonympha saleviana ingår i släktet Coenonympha och familjen praktfjärilar. Inga underarter finns listade i Catalogue of Life.